# Miquel Pairolí i Sarrà
Miquel Pairolí i Sarrà   (Quart, 9 de desembre de 1955 - Quart, 6 de juliol de 2011) fou un escriptor, crític literari i periodista català. Membre d'una família de petits agricultors catalans, fou un autor que es va valdre de diversos gèneres literaris com la novel·la, el teatre, la redacció d'articles o el guió televisiu per retratar la realitat de manera minuciosa, però exempta de barroquisme i artificis, a la vegada que mantenia una prosa clara i aprofundia en qüestions essencials de la naturalesa humana. Molt influït per Josep Pla, destaquen, entre les seves obres, Octubre (2010), un dietari en el qual recorre la seva vida i les qüestions que el van amoïnar sempre, dos altres dietaris, Paisatge amb flames (1990) i L'enigma (1999), i dues de les seves novel·les, El manuscrit de Virgili (2004) i Cera (2008). Com articulista, va publicar a El Punt, al Diari de Barcelona, Nou Diari, Avui, Presència i Gavarres.
Dues rutes literàries per Girona i Palol d'Onyar recorden la seva figura.

## Obres
Biografies
- Joan Oró (1996), Fundació Catalana per a la Recerca, ISBN 84-89570-09-4
- Antoni M. Badia i Margarit (1997), Fundació Catalana per a la Recerca, ISBN 84-89570-14-0
- Oriol de Bolòs (2001), Fundació Catalana per a la Recerca, ISBN 84-89570-26-4

Dietaris
- Paisatge amb flames (Columna, Barcelona, 1990)
- L'enigma (Edicions La Campana, Barcelona, 1999)
- Octubre (2010) (Acontravent, Barcelona, 2010) (Premi Crítica Serra d'Or de biografies i memòries, 2011)[7]

Assajos
- L'enrenou dels anys 80 (1987)

Estudis literaris
- El príncep i el felí (1996)
- Geografia íntima de Josep Pla (1996). Edició 2022. Editorial Gavarres. Col·lecció Narratives ISBN 978-84-19292-00-1
- Exploracions: Notes i converses de literatura (2006) ISBN 9788496444522

Novel·les
- El camp de l'ombra (1995)
- El convit (1998)
- El manuscrit de Virgili (2004)
- Cera (2008). Edició 2022. Editorial Gavarres. Col·lecció Narratives,7 ISBN 978-84-19292-11-7 Premi El Setè Cel 2009[8]

Teatre
- El retrat de Voltaire (1997)

Edicions pòstumes
- Miquel Pairolí. 18 mirades (2012), publicat per Editorial Gavarres[6]
- L'escaire rodó (2016), obra periodística, recull de 252 articles publicats a El Punt[6]
- La vida a la menuda. Dietaris (1990-2010) (2016), editat per la Fundació Valvi i Curbet[6]
- Dietaris: Paisatge amb flames, L’enigma i Octubre, pròleg de Vicenç Pagès i Jordà (2021), Editorial Gavarres. Col·lecció Narratives ISBN 978-84-123383-5-5[3]
- Mirades de Miquel Pairolí i Lluís Freixas Mascort.(2022) Recull dels quaranta articles publicats a la revista Gavarres entre el 2002 i el 2022 a la secció «Una mirada en el paisatge». Editorial Gavarres. Col·lecció Narratives,6 ISBN 978-84-19292-03-2[9]